# Cardinal vermillon
Cardinalis phoeniceus
Espèce
Statut de conservation UICN

 LC  : Préoccupation mineure
Répartition géographique
Le Cardinal vermillon (Cardinalis phoeniceus) est une espèce de passereaux d'Amérique du Sud de la famille des Cardinalidae.

## Répartition
Il est présent en Colombie et au Venezuela.